# Vanessa Ferrari

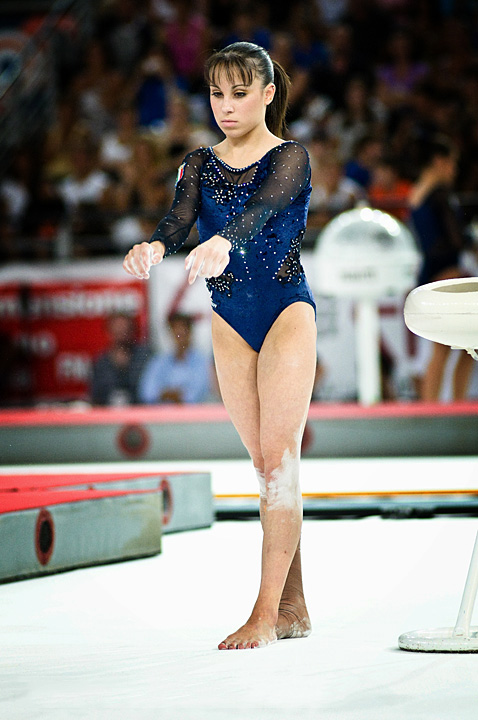
Vanessa Ferrari beim Mediterraneo Gym Cup am 5. Juli 2008 in Rom

Vanessa Ferrari (* 10. November 1990 in Orzinuovi (BS)) ist eine italienische Turnerin.

## Karriere
Vanessa Ferrari erlangte ihren ersten Erfolg bei den Juniorenweltmeisterschaften 2004, wo sie mit einer Punktzahl von 36.525 die Silbermedaille im Mehrkampf gewann. Außerdem gewann sie hier zwei Bronzemedaillen, einmal mit der Mannschaft und einmal auf dem Schwebebalken mit einer Punktzahl von 9.175.
Als Juniorin trat Ferrari bei der Jugendolympiade in Italien und bei den Mittelmeerspielen 2005 in Almería, Spanien an. Dort gewann sie in allen drei Wettbewerben die Goldmedaille.
2006 gewann Italien mit Ferrari überraschend die Goldmedaille im Mannschaftswettbewerb bei den Europameisterschaften in Volos, mit nur einem Zehntel Punkt Vorsprung vor den Titelverteidigerinnen aus Rumänien. Obwohl kein eigentlicher Mehrkampf ausgetragen wurde, war Ferraris kombinierte Punktzahl die höchste im Wettbewerb. Vanessa Ferrari gewann ebenso die Silbermedaille am Boden mit 15.450 Punkten, vor der Olympiasiegerin Cătălina Ponor.
Ferrari gewann im Oktober 2006 den Weltmeistertitel im Mehrkampf vor Jana Bieger (USA) und Sandra Izbașa (Rumänien) mit einer kombinierten Punktzahl von 61.025. Dazu wurde sie Dritte am Boden und bei den Parallelen. Spätestens nach diesem Triumph wurde sie schlagartig in ganz Italien bekannt, denn noch nie konnte eine italienische Turnerin den Mehrkampf bei Weltmeisterschaften für sich entscheiden.
Bei den Europameisterschaften 2007 in Amsterdam gewann sie Gold sowohl im Mehrkampf als auch am Boden. Damit wurde sie die erste Italienerin, welche offiziell (da in Volos 2006 nur ein Teamwettbewerb ausgetragen wurde) Mehrkampf-Gold bei Europameisterschaften erturnen konnte. Bei den Weltmeisterschaften in Stuttgart 2007 wurde sie Dritte im Mehrkampf.
Bei den Olympischen Spielen 2008 in Peking konnte sie aufgrund einer Sehnenverletzung, die sie Monate zuvor erlitten hatte, nicht teilnehmen.
Bei den Europameisterschaften 2009 in Mailand gewann sie hinter der Britin Elizabeth Tweddle die Silbermedaille am Boden.
Bei den Europameisterschaften 2012 in Brüssel gewann die Sportsoldatin im Mannschaftswettbewerb die Bronzemedaille und wurde Vierte am Boden. Dieselbe Platzierung am Boden erreichte sei bei den Olympischen Sommerspielen 2012 in London – obwohl sie die gleiche Punktzahl im Finale wie die Drittplatzierte erreichte.
2013 gewann sie bei den Weltmeisterschaften in Antwerpen die Silbermedaille am Boden, nachdem sie zuvor bei den Europameisterschaften verletzungsbedingt nicht teilnehmen konnte.
2014 gewann Vanessa Ferrari bei den Europameisterschaften 2014 in Sofia die Goldmedaille am Boden. Ferrari nahm 2016 bei den Olympischen Spielen in Rio teil, wo sie im Bodenfinale hinter Amy Tinkler auf Platz 4 landete. 
Bei den Olympischen Spielen 2020 in Tokio gewann sie Silber am Boden. 

## Auszeichnungen
- Italiens Sportlerin des Jahres (La Gazzetta dello Sport): 2006